# Vibidia duodecimguttata
Tolvfläckig sköldpiga (Vibidia duodecimguttata) är en skalbaggsart som först beskrevs av Nikolaus Poda von Neuhaus 1761.  Vibidia duodecimguttata ingår i släktet Vibidia, och familjen nyckelpigor. Arten är reproducerande i Sverige.

## Bildgalleri

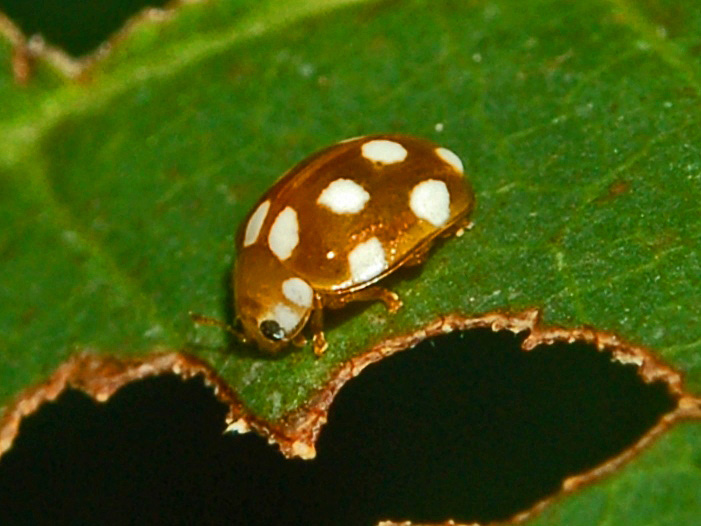
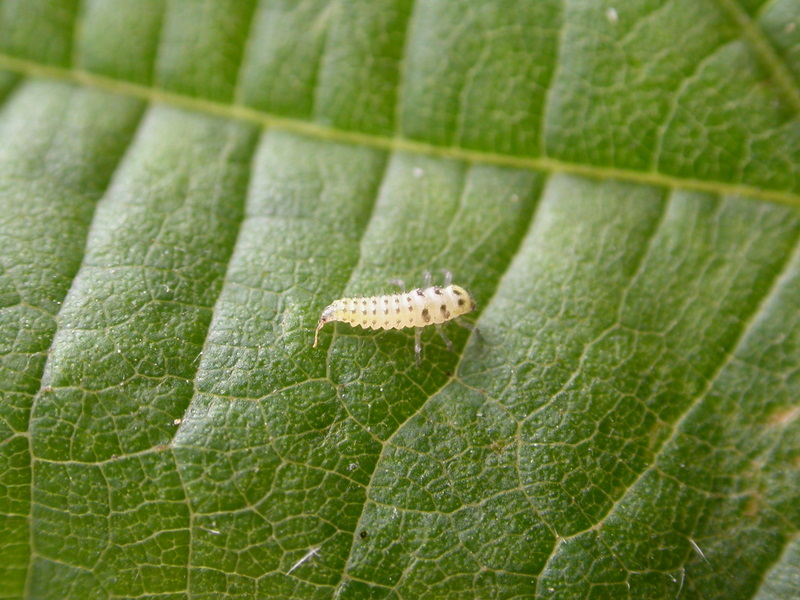
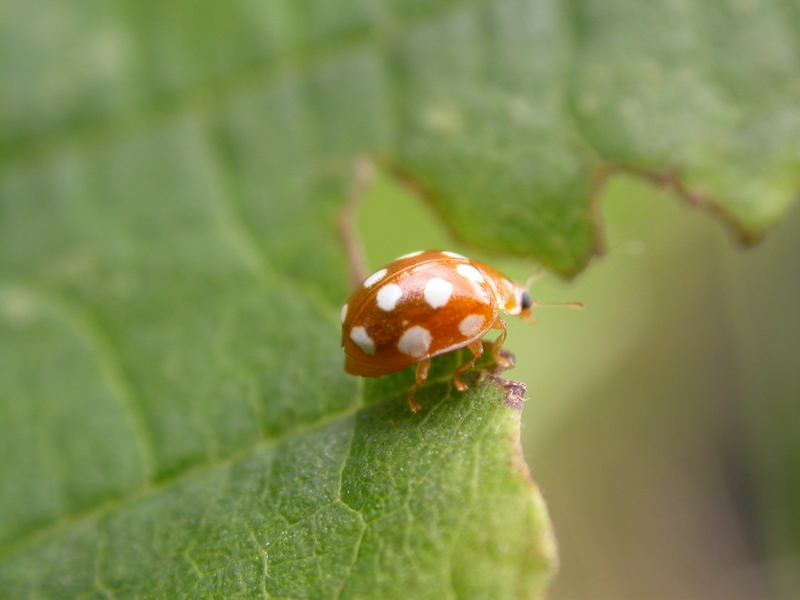
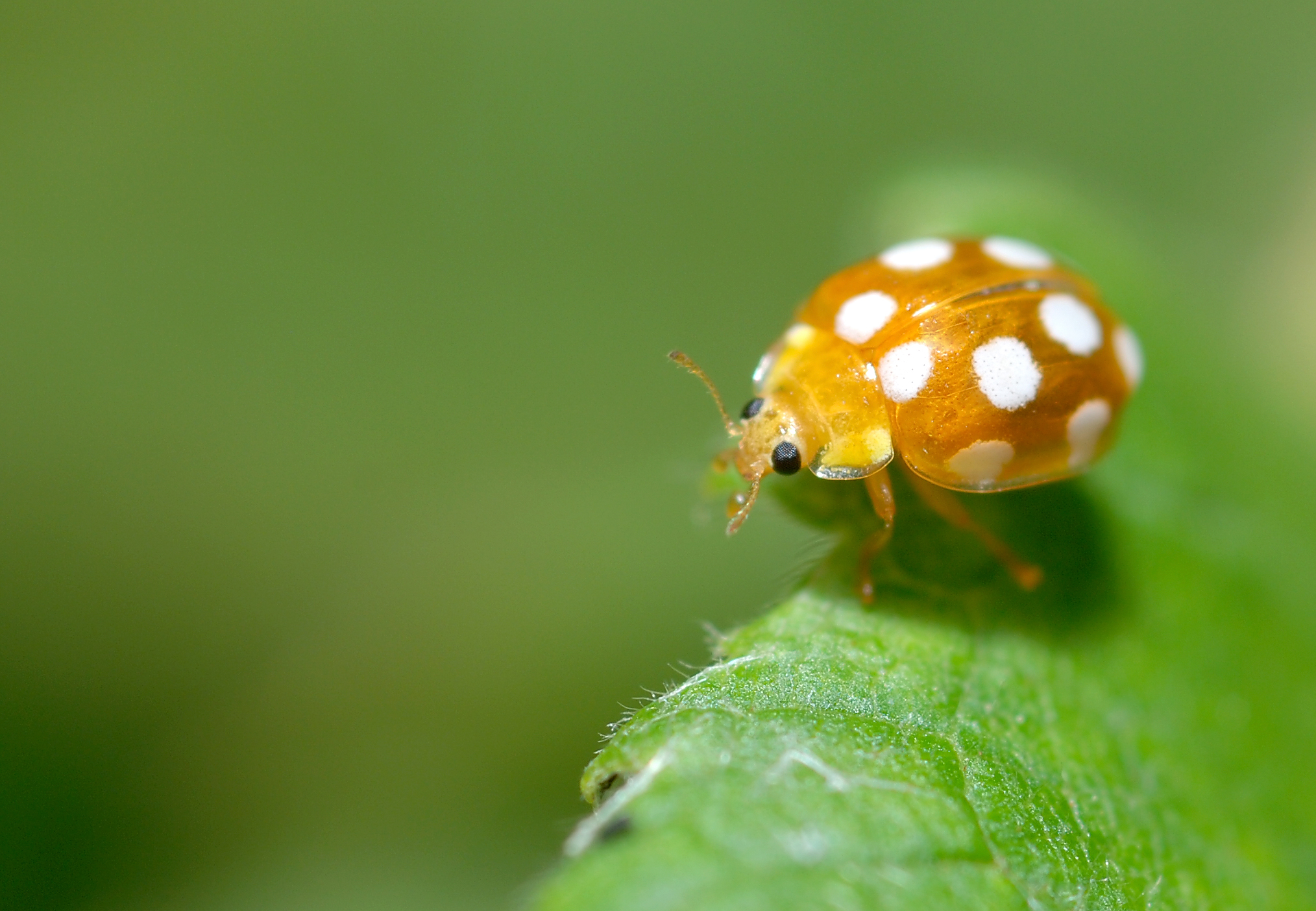
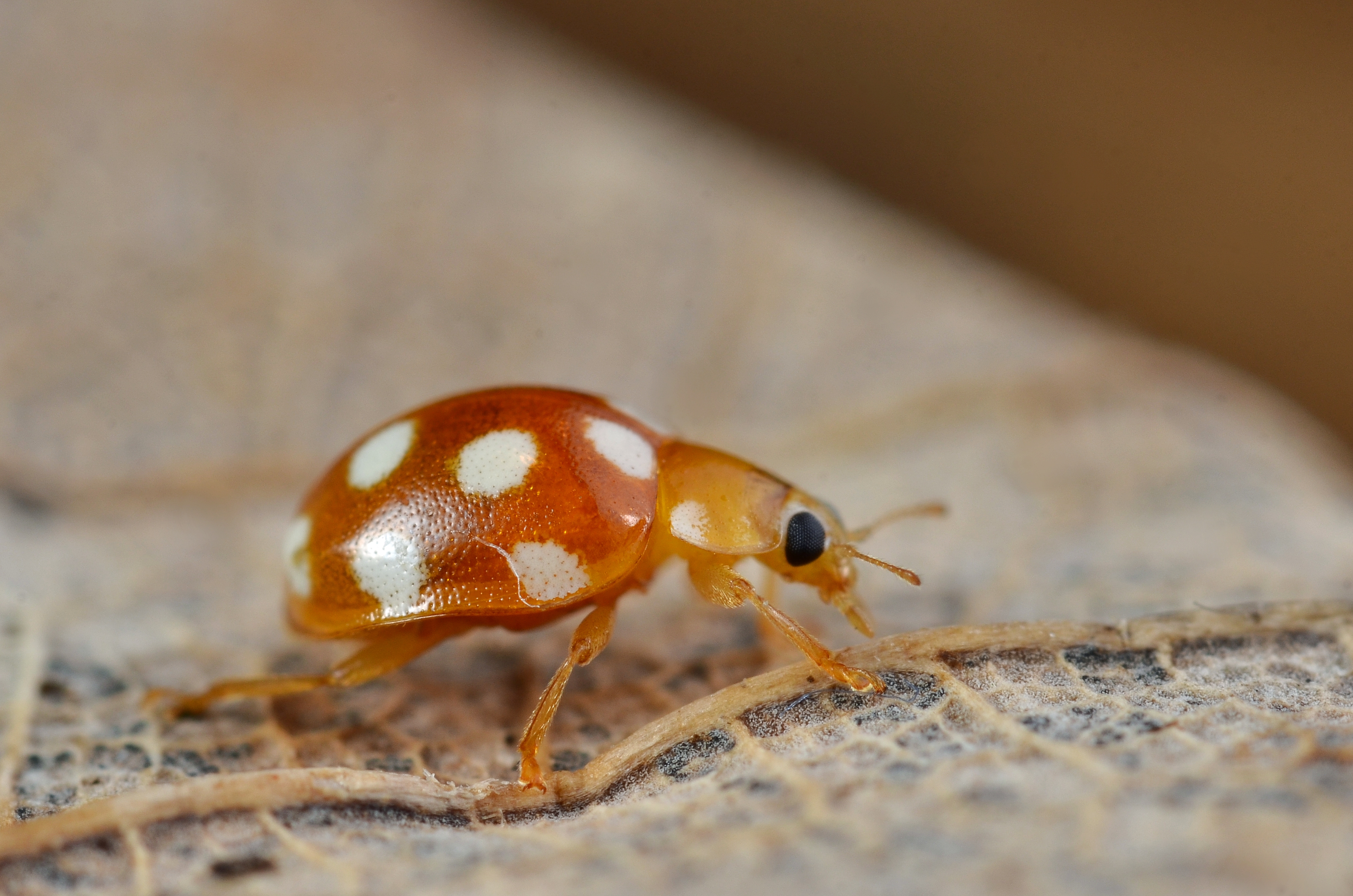
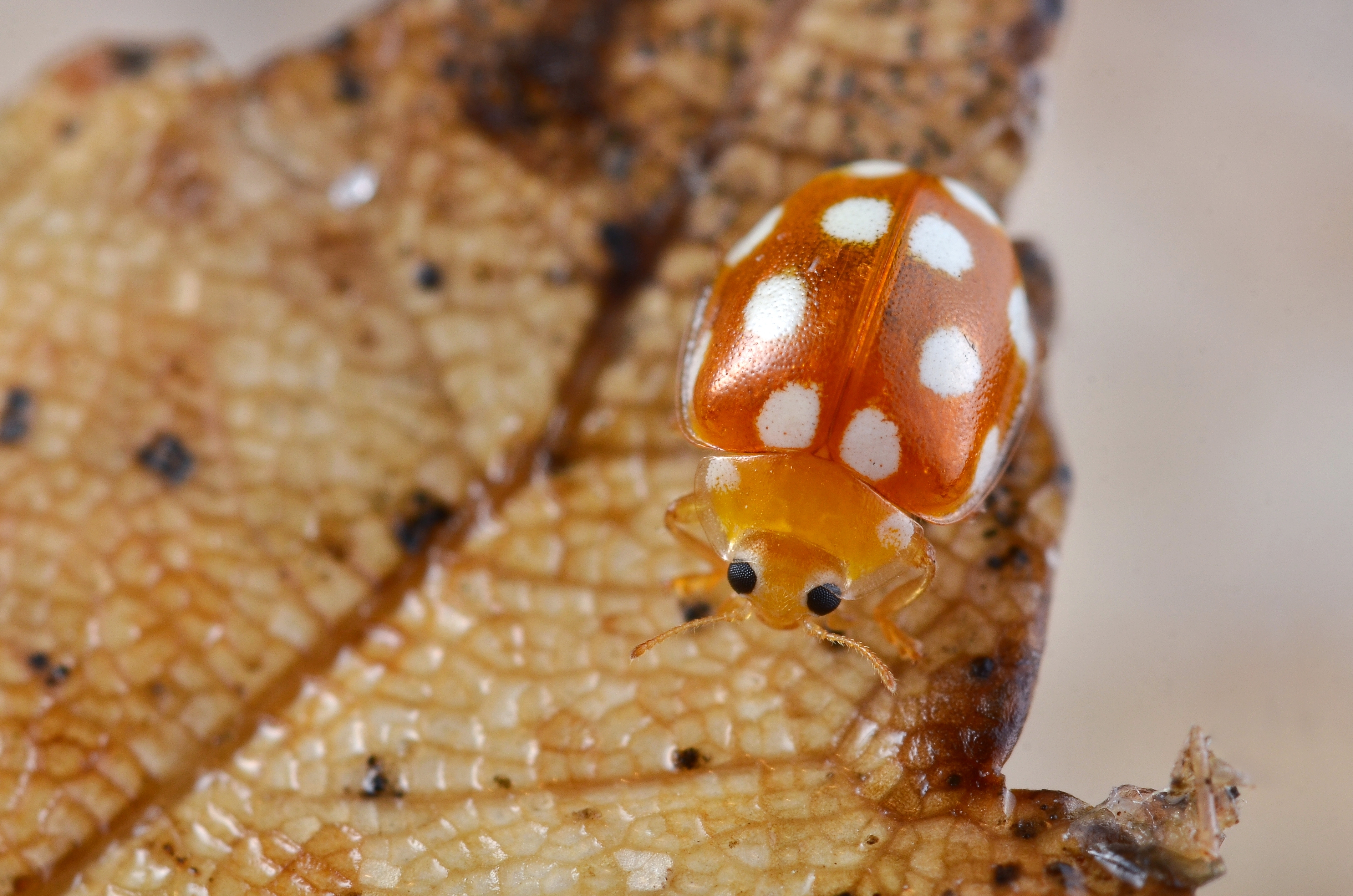